# Peripsychoda empheres
Peripsychoda empheres är en tvåvingeart som först beskrevs av Quate 1967.  Peripsychoda empheres ingår i släktet Peripsychoda och familjen fjärilsmyggor. Inga underarter finns listade i Catalogue of Life.